# Stilbops
Stilbops (лат.) — род наездников-ихневомнид из подсемейства Stilbopinae (Ichneumonidae). Известно около около 20 видов (7 — в Европе).

## Описание
Наездники-ихневмониды мелких размеров (4 — 5 мм). От близких групп (Panteles) отличается следующими признаками: нервулюс надломлен в нижней трети; яйцеклад сужен к вершине.
Паразитоиды мелких молей. Самка откладывает яйца на яйца моли, а взрослая особь вылупляется из кокона моли.

## Классификация
Мировая фауна включает около 20 видов. Род Stilbops был впервые выделен в 1869 году. Классификация Stilbops вызывает споры. Таунс (в книге Townes and Townes 1951) первоначально поместил Stilbops и Panteles как трибу Stilbopini в подсемейство Tryphoninae, но позже (Townes 1970b) перевел их в Banchinae. Шорт (1978) возвел Stilbops в ранг отдельного подсемейства (Stilbopinae) на основании морфологии зрелой личинки.
- Stilbops auster Watanabe & Maeto, 2012 (Япония)[6]
- Stilbops acicularis Kasparyan, 1998 (из Ориентальной области)[8]
- Stilbops asper  (Schmiedeknecht, 1913)
- Stilbops belokobylskii Kasparyan & Kuslitzky, 1999 (юг Дальнего Востока России)[9]
- Stilbops cavigena Kasparyan, 1984[10] (Дальний Восток России, Япония)[6]
- Stilbops coeloclypeus Watanabe & Maeto, 2012 (Япония)[6]
- Stilbops ezoensis Watanabe & Maeto, 2012 (Япония)[6]
- Stilbops femoralis Kasparyan, 1999 (юг Дальнего Востока России)[9]
- Stilbops fuscipennis Kasparyan, 1984[10]
- Stilbops gorokhovi Kasparyan, 1999 (из Ориентальной области)[9]
- Stilbops japonicus Watanabe & Maeto, 2012 (Япония)[6]
- Stilbops kunashiricus Kasparyan, 1999 (юг Дальнего Востока России)[9]
- Stilbops kuslitzkii Kasparyan, 1984[10]
- Stilbops latibasis Townes, 1989[4]
- Stilbops limneriaeformis (Schmiedeknecht, 1888)[11]
- Stilbops mandibularis Kasparyan, 1999 (юг Дальнего Востока России)[9] (Япония)[6]
- Stilbops mexicanus Townes, 1989[4]
- Stilbops michinokuensis Watanabe & Maeto, 2012 (Япония)[6]
- Stilbops montanus Watanabe & Maeto, 2012 (Япония)[6]
- Stilbops obscurus Kasparyan, 1984[10]
- Stilbops orientalis Kasparyan, 1984[10] (Дальний Восток России, Япония)[6]
- Stilbops plementaschi Hensch, 1930
- Stilbops pronotalis Kasparyan, 1984[10]
- Stilbops quercicola Kasparyan, 1999 (Южная Европа: Венгрия, Крым)[9]
- Stilbops robustus Kasparyan, 1984[10]
- Stilbops ruficornis (Gravenhorst, 1829)
- Stilbops vetulus (Gravenhorst, 1829) (Европа) (Stilbops vetula)[12]